# All Along the Watchtower
Az All Along the Watchtower Bob Dylan egyik legismertebb dala.

## Háttér
Dylan egyszer azt mondta, hogy a dalban leírt történések fordítottan esnek meg. Logikusan a harmadik versszak („All along the watchtower”) az első, mely a két lovas megjelenését írja le, és az első versszak a dal vége, melyben a Bohóc azt mondja a Tolvajnak, hogy „There must be some way out of here – Kell lennie kiútnak”.
Az eredeti felvétel egy baljós, háromakkordos folkdal, melyben csak akusztikus gitárt, szájharmonikát, basszusgitárt és dobot használt. Először Dylan hasonlóan csendes és baljós John Wesley Harding című albumán jelent meg 1967. december 27-én.
1966. július 29-én Dylan súlyos motorbalesetet szenvedett. A gyógyulás tökéletes alkalmat adott arra, hogy egy időre visszavonuljon nyilvánosság elől. Az amfetaminokon élő rock-költő közképe a múlté lett. Visszavonultsága idején napi rendszerességgel olvasta a Bibliát. Mint ahogy az album dalszövegeinek nagy része, a „watchtower – őrtorony” is több lehetséges bibliai és apokaliptikus jelentést hordoz, biztos választ azonban nem lehet rá kapni. A dal voltaképp egy párbeszéd a „Bohóc” és a „Tolvaj” között, az élet nehézségeiről („There's too much confusion – Túl nagy a zűrzavar”). Ironikusan a Bohóc aggódik amiatt, hogy mindenét elveszti, és a Tolvaj az, aki szerint az élet abszurd dolgai humorosak lehetnek: „There are many here among us who feel that life is but a joke – Sokan vannak közöttünk, akik szerint az élet nem más, mint egy tréfa”. Ezután arra emlékezteti a Bohócot, hogy az idő egyre múlik, mellyel talán halandóságukra vagy egy nagy társadalmi változás eljövetelére céloz. Az utolsó versszakban a dal nézőpontja hirtelen átvált. A hercegek egy őrtoronyban védelmezik asszonyaikat és szolgáikat, miközben a kintről hallatszó baljós hangokra két lovas jelenik meg.
Egy feltevés szerint Dylan alábbi két sora:
Outside in the distance a wild cat did growl (A messzeségben egy vadállat üvöltött),
Two riders were approaching, the wind began to howl (Két lovas megjelent, és a szél süvített)
talán Ézsaiás próféta könyvének 21:8–9 részéből erednek:
„Majd felordított, mint az oroszlán:
Uram, őrhelyemen állok mindennap,
őrségen állok minden éjjel!
Jönnek már a lovasok,
lovasok kettesével!
Akkor megszólalt, és ezt mondta:
Elesett, elesett Babilon!
Minden istenszobra
a földön hever összetörve!”

## Feldolgozások
- Jimi Hendrix
- Dave Matthews Band (Woodstock '99)
- Prince
- Dionysis Savvopoulos
- Neil Young
- Grateful Dead
- Bear McCreary
- Bryan Ferry
- Pearl Jam
- U2
- Bt4
- Stabile
- Nashville Teens
- Tom Ellis (a Lucifer c. sorozatban)